# هورشتن
هورشتن (به آلمانی: Hörsten) یک شهر در آلمان است که در رندسبورگ-اکرنفورده واقع شده‌است.
 هورشتن  ۸۳ نفر جمعیت دارد.